# Бонштеттен (Цюрих)
Бонштеттен (нім. Bonstetten ZH) — громада  в Швейцарії в кантоні Цюрих, округ Аффольтерн.

## Географія
Громада розташована на відстані близько 90 км на північний схід від Берна, 9 км на південний захід від Цюриха.
Бонштеттен має площу 7,4 км², з яких на 15,5% дозволяється будівництво (житлове та будівництво доріг), 55,5% використовуються в сільськогосподарських цілях, 28,6% зайнято лісами, 0,4% не є продуктивними (річки, льодовики або гори).

## Демографія
2019 року в громаді мешкало 5572 особи (+8% порівняно з 2010 роком), іноземців було 16,6%. Густота населення становила 750 осіб/км².
За віковим діапазоном населення розподілялося таким чином: 23,6% — особи молодші 20 років, 59,8% — особи у віці 20—64 років, 16,5% — особи у віці 65 років та старші. Було 2327 помешкань (у середньому 2,4 особи в помешканні).
Із загальної кількості 1014 працюючих 34 було зайнятих в первинному секторі, 111 — в обробній промисловості, 869 — в галузі послуг.